# Ivka
Ivka je žensko osebno ime.

## Izvor imena
Ime Ivka je različica ženskega osebnega imena Iva.

## Pogostost imena
Po podatkih Statističnega urada Republike Slovenije je bilo na dan 31. decembra 2007 v Sloveniji število ženskih oseb z imenom Ivka: 235.

## Osebni praznik
V koledarju je ime Ivka skupaj z imenom Iva.